# Corvus rhipidurus
El cuervo colicorto (Corvus rhipidurus) es una especie de ave en la familia Corvidae.  Es nativa del este de África y la  península arábiga. Al igual que el Corvus cryptoleucus es una de las especies más pequeñas (47 cm de largo), mide casi lo mismo que el  Corvus corone pero su pico es más grueso, su cola es más corta y sus alas son más grandes.

## Descripción
El cuervo colicorto es todo negro incluido su pico y patas y el plumaje tiene un brillo azulado. El plumaje desgastado tiene un tono ligeramente cobrizo-marrón. La base de las plumas en la parte superior del cuello son blancas y solo se las observa si se inspecciona el ave en detalle o si un viento las sacude. Las plumillas de la garganta son más cortas que en la mayoría de los otros cuervos.